# معروف (همدان)
معروف (همدان)، روستایی از توابع بخش مرکزی شهرستان همدان در استان همدان ایران است.

## جمعیت
این روستا در دهستان گنبد قرار دارد و براساس سرشماری مرکز آمار ایران در سال ۱۳۹۵، جمعیت آن۰نفربوده است. این روستا که ترک زبان هستند و افراد محلی آنرا به نام "ماروف" می شناسند و تقریبا غیر مسکونی است و بافت قدیمی آن کاملا تخریب شده. آخرین کدخدای این روستا حاج مرتضی کرمی بود و بعد از انقلاب به دلیل ادعای اداره اوقاف بر تمام اراضی این روستا خرید فروش از رونق افتاد و به دلیل خشکسالی کشاورزی هم بسیار کم انجام می شود و به تدریج تاکستان های وسیع آن جای خود را به درختان گردو می دهد . به دلیل احداث اتوبان در جوار این روستا زمین های آن مورد توجه و ساخت و ساز قرار گرفته که با توجه به فاقد سند بودن مرتب تخریب می شوند.